# Sasha Waltz

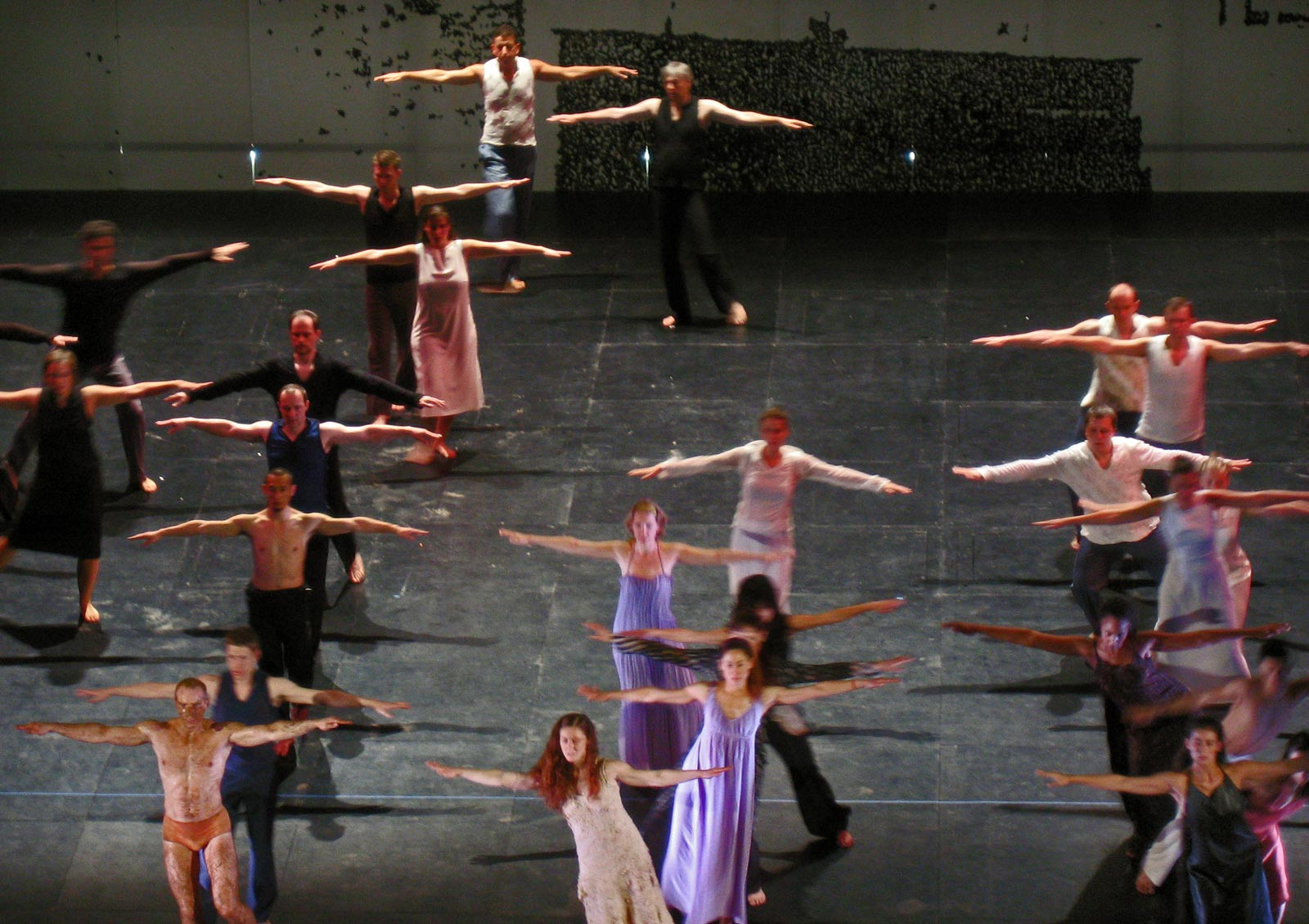
Sasha Waltz

Sasha Alexandra Waltz (Karlsruhe, 1963. március 8. –) német koreográfus, táncos, a Sasha Waltz and Guests tánctársulat vezetője, valamint a Berlini Állami Balett művészeti vezetője, Johannes Ohman mellett.

## Életrajz
Sasha Waltz egy építész és kurátor lánya. Ötéves korában vett részt élete első táncóráján Karlsruhéban Waltraud Kornhassszel, Mary Wigman tanítványával. 1983-tól 1986-ig Waltz az amszterdami School For New Dance Developmentben tanult. 
1986 és 1987 között továbbképzést végzett New Yorkban. Ebben az időszakban Pooh Kaye, Yoshiko Chuma, Lisa Kraus  és a School of Hard Knocks táncosa volt. Ezután több ízben is együttműködött különböző koreográfusokkal, vizuális művészekkel és zenészekkel, mint például Tristan Honsinger, Frans Poelstra, Mark N Tompkins, David Zambrano. 
1992-től a Künstlerhaus Bethanien művésze. Ott interdiszciplináris projektek keretein több kapcsolatot is kialakított, együtt dolgozott számos jeles táncossal, zenésszel és vizuális művésszel (pl. Nasser Martin-Gousset, Takako Suzuki, Zerbey Charlotte, Hargitai Ákos). Egy évvel később, 1993-ban Jochen Sandiggel megalapította cégét Sasha Waltz and Guests néven. A következő 3 évben kifejlesztették a Travelogue-Trilogyot. 
Ugyancsak Jochen Sandiggel együtt megalapították a Sophiensæle-t Berlin központjában mint a szabad színház és a tánc fejlesztésének központját. Itt született meg az Allee der Kosmonauten (1996), a Zweiland (1997), a Na Zemlje (1998), valamint a Dialoge `99 / I projekt is. 
1999-ben Thomas Ostermeier, Jens Hillje és Jochen Sandig mellett a berlini Schaubühne am Lehniner Platz művészeti vezetőjeként volt jelent. A Schaubühne számára új lehetőségeket teremtett a Körper debütálásával (2000). Ezt követte S (2000), noBody (2002), belülről (2003), Impromptus (2004) és Gezeiten (2005). 
Öt év után befejezte munkáját a Schaubühnénél, majd Berlinben ismét elindította a Sasha Waltz and Guests társulatát. Nemzetközi projektként definiálták, 25 állandó és 40 társult munkatársat számolt.  
2016-ban Michael Mueller, a berlini polgármester bejelentette, hogy Sasha Waltz és Johannes Ohman Nacho Duato-val kiegészülve fogják művészeti igazgatóként vezetni a Berlini Állami Balettet 2019-ben.

## Művészi fázisok
Amszterdamban és New Yorkban végzett képzés során létrehozta saját, Sasha Waltz koreográfiáit, köztük Das Meer mir (1985), Gold Dust (1986), How come we go (1987), Schwarze Sirene (1987) és Rifle (1987). 

### 1990-es évek
1992-ben a Waltz ösztöndíjat kapott a berlini Künstlerhaus Bethanien-tól, mint művész rezidens. Ebben az összefüggésben hozta létre első öt "dialógusát", olyan táncosokkal karöltve, mint Frans Poelstra, Nasser Martin-Gousset, Takako Suzuki, Kitt Johnson, Carme Renalias és David Zambrano, valamint a zenészekkel, mint Tristan Honsinger, David Moss, Dietmar Diesner, Sven-Åke Johansson és Peter Hollinger. Táncműsorukat Berlin különböző helyszínein adták elő, mint például két szólójukat a False Trap (Tanzfabrik Berlin, 1991) és Paulinchen - allein zu Haus ( Kunsthaus Tacheles, 1996)  a Duet Bungalow is a Hackescher Markt-ban.  
Az elkövetkező három évben a karrierje olyan produkciókkal emelkedett ki, mint például a Travelogue-Trilogie és a Twenty to Eight (1993), a Tears Breakfast (1994) és az All Ways Six Steps (1995). Ezzel a munkával megalapozta a későbbi karrierjét is: 1993 októberében a Twenty to Eight premierje után Waltz Jochen Sandigdal közösen létrehozta a saját cégét, a Sasha Waltz and Guests-et, hogy 1994-ben már a Dance Platformban megjelenhessen. A táncplatformnak köszönhetően egyre nagyobb figyelmet kapott. Ezután a Sasha Waltz & Guests a Travelogue through Europe-pel turnéztak, és 1995-ben a Goethe Intézet támogatásának köszönhetően Észak-Amerikába is (beleértve Atlanta, New York, Chicago, Montreal, Houston és Los Angeles városait is) turnézott. 

### 2000-es évek
2007-ben a Twenty to Eight trilógia első játékát ismét játszották, új generációs táncosok szerepeltetésével. A mai napig a darab repertoáron van, és rendszeresen játsszák.

## Díjak
- 1994: Koreográfiai díj a nemzetközi koreográfus versenyen Groningen (NL) az Travelogue I - Twenty to Eight-ért
- 1997: Allee der Kosmonauten meghívása a "Berliner Theatertreffen" 34. évfordulójára, a berlini Festspiele éves rendezvényére, amely meghívja a szezon 10 legjelentősebb német színházi előadását Berlinben.
- 2000: Adolf Grimme-díj az Allee der Kosmonauten filmes adaptációjáról
- 2000: Körper meghívása a 37. Berliner Theatertreffen-re
- 2007: "Az év koreográfusa", ballettanz, német tánc magazin
- 2009: A németországi legrégebbi színházi magazin Die Deutsche Bühne kritikai felmérésének első díja
- 2009: Művészetek és levelek rendje
- 2010: Friederike Caroline Neuber díja Leipzig városának, Németország

## További irodalom
- Sasha Waltz: Gezeiten . Berlin, Henschel Verlag 2006, ISBN 3-89487-548-8
- Sasha Waltz: Klaszter . Berlin, Henschel Verlag 2007, ISBN 978-3-89487-572-5
- Karl Stocker, Nadia Cusimano, Katia Schurl : Insideout . Wien, New York, Springer Verlag 2003 ISBN 978-3-211-40782-0

## Bibliográfia
- Yvonne Hardt, Sasha Waltz . Palermo, L'Epos, 2007. ISBN 978-88-8302-337-8 ISBN   978-88-8302-337-8

## Vélemények
- „Ausweidung der Kampfzone“, Die Zeit, 24. 2005. november
- „Die Geilheit unter der Puderperücke“, Berliner Zeitung, 1. März 2006
- „Das Pathos der Trauer” Archiválva 2012. február 13-i dátummal a Wayback Machine-ben, Netzeitung, 19. 2007. szeptember
- „Unter Todeskieseln“, Die Welt, 8. 2007. október
- "Sasha Waltz & Vendégek, Brooklyn Zeneakadémia, New York", The Financial Times "Gezeiten" (Tides), 2010. november 9..

## Fordítás
- Ez a szócikk részben vagy egészben  a   Sasha Waltz című angol Wikipédia-szócikk ezen változatának fordításán alapul.  Az eredeti cikk szerkesztőit annak laptörténete sorolja fel. Ez a jelzés csupán a megfogalmazás eredetét és a szerzői jogokat jelzi, nem szolgál a cikkben szereplő információk forrásmegjelöléseként.